# نادي موغرن
إف كاي موغرن (بالإنجليزية: FK Mogren)‏ وهو نادي كُرَة قَدَم يتمركز في بلدة بودفا في الجبل الأسود ويتواجد في الدوري المونتينيغري الممتاز وقد فاز بالدوري المنتينيغري مرتين في موسم 2008-2009 و2010-2011 وفاز أيضاً بكأس الجبل الأسود لكرة القدم في موسم 2008 وفاز أيضاً بالكأس في 2011، شارك في موسم واحد في الدوري الأوروبي ومرتين في دوري أبطال أوروبا لكنه فشل في عبور مرحلة التصفيات.